# Lorenz Hurni

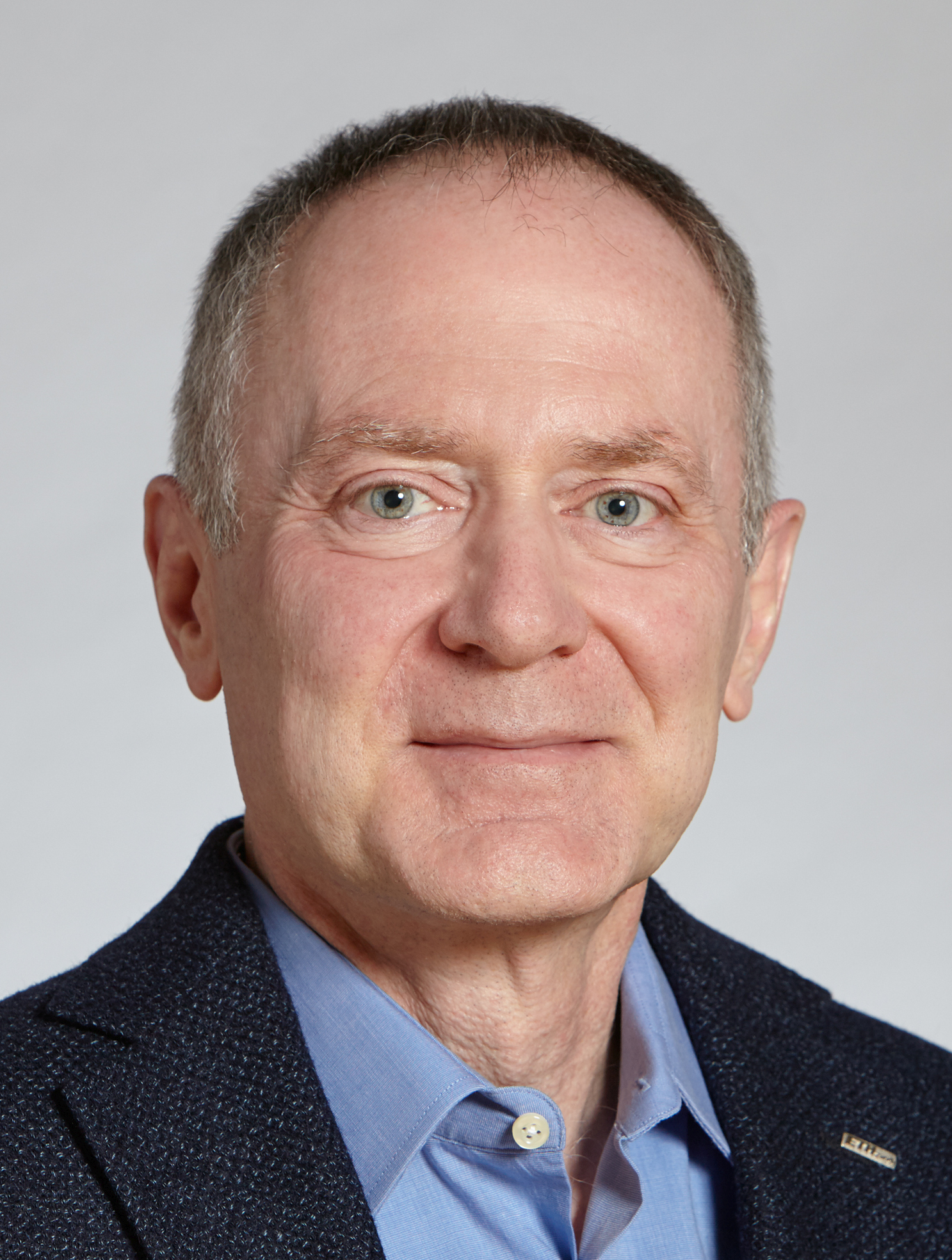
Lorenz Hurni (2023)

Lorenz Hurni  (* 24. März 1963 in Biel/Bienne) ist ein Schweizer Kartograf. Seit dem 1. Oktober 2003 ist er ordentlicher Professor für Kartografie am Institut für Kartografie und Geoinformation der ETH Zürich. Er ist verheiratet und in Studen BE heimatberechtigt.

## Berufliche Laufbahn
Lorenz Hurni absolvierte in Nidau die obligatorische Schule, an die ein Besuch des Gymnasiums in Biel anschloss. Von 1983 bis 1988 studierte er an der ETH Zürich Vermessungsingenieur. Schon als Assistent am Institut für Kartografie der ETH Zürich befasste er sich mit dem Aufbau eines digitalen kartografischen Informationssystems für Forschung und Lehre. Im Jahr 1994 wechselte er zum Bundesamt für Landestopografie in Wabern, wo er als Projektleiter für computergestützte Kartografie arbeitete.
Am 1. November 1996 wurde er zum ausserordentlichen und per 1. Oktober 2003 zum ordentlichen Professor für Kartografie am Institut für Kartografie und Geoinformation der ETH Zürich ernannt. Er war auch Prorektor Studium der ETH Zürich.
Der Forschungsschwerpunkt von Lorenz Hurni liegt im Bereich kartografischer Datenmodelle und Werkzeuge zur Produktion von gedruckten und multimedialen Karten, sowie bei interaktiven, mehrdimensionalen, multimedialen Kartenpräsentationen.
Lorenz Hurni wurde am 24. März 2003 unter der Matrikel-Nr. 6861 in der Sektion Geowissenschaften als Mitglied in die Deutsche Akademie der Naturforscher Leopoldina aufgenommen.
Er ist seit 2009 Chefredaktor des Schweizer Weltatlas.

## Fussnoten
1. ↑  Angaben auf der ETH Webseite
2. ↑  Mitgliedseintrag von Lorenz Hurni (mit Bild und Curriculum Vitae) bei der Deutschen Akademie der Naturforscher Leopoldina

| Personendaten    | Personendaten       |
| ---------------- | ------------------- |
| NAME             | Hurni, Lorenz       |
| KURZBESCHREIBUNG | Schweizer Kartograf |
| GEBURTSDATUM     | 24. März 1963       |
| GEBURTSORT       | Biel/Bienne         |